# Beania mirabilissima
Beania mirabilissima is een mosdiertjessoort uit de familie van de Beaniidae. De wetenschappelijke naam van de soort is voor het eerst geldig gepubliceerd in 2010 door Vieira, Migotto & Winston.